# Premier appel téléphonique transcontinental

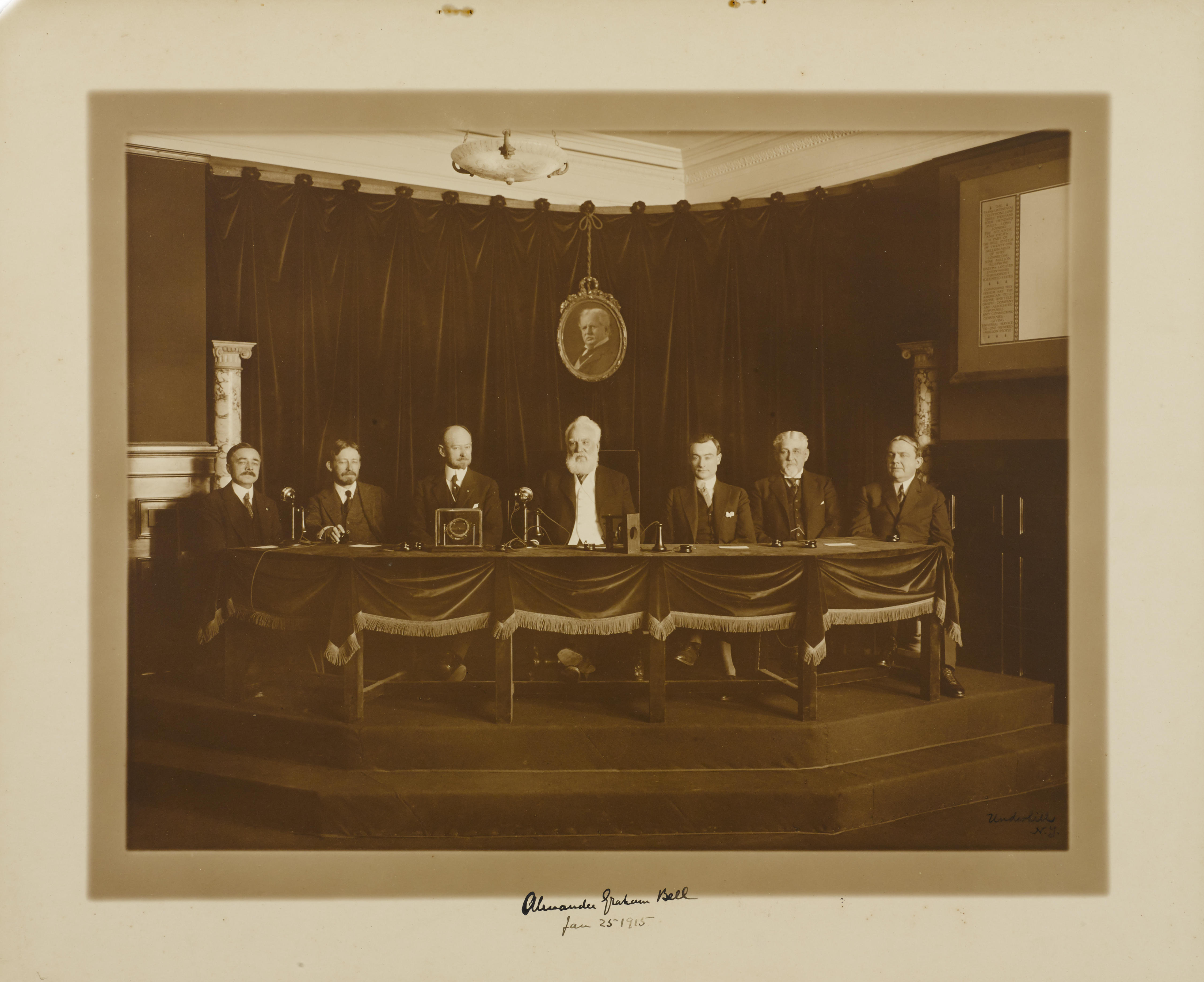
Alexander Graham Bell, sur le point d'appeler San Francisco de New York.

Un appel téléphonique ayant eu lieu le 25 janvier 1915 a été présenté, à des fins de marketing, comme le premier appel téléphonique transcontinental. Cet appel a été effectué dans le cadre des célébrations de l'Exposition universelle de 1915. Cependant, la ligne téléphonique transcontinentale avait été terminée le 17 juin 1914 et avait été testée en juillet 1914.
Un timbre américain de 1998 commémore l'achèvement de la ligne téléphonique en 1914,,,.

## Contexte
Le réseau téléphonique interurbain a commencé son développement en 1885, à New York. En 1892, le réseau atteint Chicago. Après l'introduction des bobines de charge en 1899, le réseau continua vers l'ouest et, en 1911, il atteint Denver, au Colorado. Le président d'AT&T, Theodore Vail, a engagé l'entreprise à étendre le réseau à travers le continent nord-américain en 1909.
Le 17 juin 1914, après avoir installé 4 750 milles (7 640 km) de lignes téléphoniques, les travailleurs ont levé le dernier poteau à Wendover, dans l'Utah, à la frontière entre le Nevada et l'Utah. Peu de temps après, en juillet 1914, Theodore Vail, le président d'AT & T, a réussi à transmettre sa voix à travers les États-Unis.
Six mois plus tard, le 25 janvier 1915, durant les célébrations entourant l'Exposition universelle de 1915, Alexander Graham Bell, à New York, a répété dans un téléphone sa fameuse phrase : « Mr. Watson – Come here – I want to see you » (M. Watson - venez ici - je veux vous voir). Son interlocuteur, qui se trouvait à San Francisco à  3 500 milles (5 500 km) de New York n'était nul autre que Thomas A. Watson, celui qui avait assisté Bell dans ses recherches ayant conduit à l'invention du téléphone. Thomas A. Watson a répondu : « It will take me five days to get there now!" » (Maintenant, il me faudra cinq jours pour y arriver!). Cet appel a officiellement lancé le service transcontinental d'AT & T,,,. Thomas A. Watson se trouvait au 333, avenue Grant, à San Francisco, pour recevoir l'appel de Bell qui se trouvait dans l'immeuble téléphonique du 15, rue Dey, à New York. Le président Woodrow Wilson et les maires des villes de New York et San Francisco ont également participé à l'appel.
Le président Woodrow Wilson s'est adressé, à partir de la Maison-Blanche, à un auditoire situé à San Francisco . Il a déclaré : « Cela frappe l'imagination de parler à travers le continent »,,,. Cependant, le président Wilson était préoccupé par la « dévalorisation de l'individu » parce qu'AT & T célébrait l'événement comme une réalisation de l'entreprise plutôt que de rendre hommage aux inventeurs, contributeurs et innovateurs de la téléphonie.